# مدرسه‌عالی و دانشگاه شهید مطهری
مدرسه‌عالی و دانشگاه شهید مطهری (نام‌های پیشین: مدرسهٔ عالی سپهسالار و مدرسهٔ ناصری) دانشگاهی غیردولتی با رویکرد حوزوی و ترویج علوم و معارف اسلامی در تهران است که به‌طور تخصصی در حوزه فلسفه و کلام و حقوق و فقه فعالیت می‌کند و شعبه‌هایی در مشهد و یزد دارد. موسس مدرسه عالی، میرزا حسین خان سپهسالار، صدراعظم ناصر الدین شاه است. 
عبدالعلی توجّهی از ۲۶ فروردین ۱۴۰۳، تولیت مسجد و مدرسه عالی را عهده‌دار است.

## پیشینه
ساختمان بنای مدرسه پیشتر در دوران ناصرالدین شاه قاجار در ۱۲۹۶ ه‍.ق (۱۲۵۷ خورشیدی) به توصیه شخص حاجی پیرزاده نائینی، توسط وزیر خارجه و جنگ وقت میرزا حسین خان سپهسالار (که پیشتر سابقهٔ صدارت عظمی نیز داشته) شروع شد و پس از مرگ وی برادرش میرزا یحیی خان مشیرالدوله ساختمان آن را به اتمام رسانید.
مدرسهٔ سپهسالار در جنوب کاخ بهارستان در ضلع شرقی میدان بهارستان ساخته شد و تمامی این بناهای تاریخی در قسمتی از اراضی باغ سردار ساخته شده است. باغ سردار در زمان فتحعلی شاه توسط محمدحسن خان سردار ایروانی ایجاد شده است. بعد از فوت سردار حسن‌خان باغ را قطعه‌قطعه کردند و فروختند. قسمتی از اراضی باغ را علی‌خان حاجب‌الدوله (اعتمادالسلطنه اول) خرید و سپس چون احتیاج به پول داشت پنج دانگ و نیم از اراضی را نزد پاشاخان امین‌الملک از پیشخدمت‌های خاصه ناصرالدین شاه گروه گذاشت. حاجب‌الدوله چون نتوانست پول دریافتی را در وقت مناسب پرداخت کند میرزا حسین‌خان سپهسالار آن پول را پرداخت و به جای پنج دانگ و نیم تمام شش دانگ زمین را تصرف کرد. سپهسالار صدراعظم وقت که مردی متمول بود و فرزندی نداشت نگران بود بعد از مرگ اراضی و ثروتش را ناصرالدین شاه تصاحب کند برای همین در کنار ساختن کاخ بهارستان برای خود در جنوب آن نیز مسجد و مدرسهٔ سپهسالار را بنا کرد.

دربارهٔ ساخت مدرسه نوشته‌اند: 
حاجی میرزا حسین‌خان مشیرالدوله سپهسالار اعظم فرزند میرزا نبی‌خان امیر دیوان، مدرسه و مسجد مشهور به سپهسالار را در ۱۲۹۶ ه‍.ق شروع به بنا نمود. در شوال ۱۲۹۷ وقف‌نامه را مسوده کرده و در منزل شخصی ایشان در حضور حاج آقا محمد نجم‌آبادی اجرای صیغه شده و در ۱۲۹۹ بعد از فوت سپهسالار وقف‌نامه مسجل و به امضای علمای محضر مذکور و دیگران رسیده که مدلول وقف‌نامه هم حاکی است. در ۱۲۹۷ که سپهسالار از امور لشکری و کشوری و وزارت خارجه برکنار گردید و به حکومت قزوین مأمور شده در این موقع هم مشغول ساختمان مدرسه بوده و در اوایل ۱۲۹۸ مجدداً به تهران آمده و بنای مقدماتی و بعضی از قسمت‌های مدرسه را بالا برده که مأمور خراسان و والی آن‌جا و نایب التولیه گردیده در ۲۱ ذیحجه ۱۲۹۸ در سن ۵۷ سالگی در خراسان درگذشت. بعد از سپهسالار یحیی‌خان مشیرالدوله برادر ارشد او با اهتمام مخصوص دولت وقت در امر تکمیل بنا مبادرت کرده قسمت‌های عمده آن را تا ۱۳۰۲ و بقیه را تا زمان وفات خود در ۱۳۰۹ انجام می‌دهد.
املاک بسیاری بر مدرسه وقف شده است و تولیت آن به موجب وقف‌نامه با پادشاه عصر است. مدرسهٔ سپهسالار مشتمل بر مسجد سپهسالار، مکتب‌خانه و کتابخانه است. کتابخانهٔ آن به دلیل داشتن نسخ خطی بی‌نظیر اهمیت خاصی دارد. این بنا زمانی محل دانشکدهٔ معقول و منقول، مؤسسهٔ وعظ و خطابه، و فرهنگستان ایران بود. ورودی اصلی مدرسه در خیابان میدان بهارستان واقع شده است. مجموعهٔ این بنای باشکوه (مدرسه و مسجد) مشتمل است بر جلوخان، سردر، دهلیز، حجره‌های دوطبقه، چهار ایوان، گنبد عظیم و شبستان (چهلستون)، هشت گلدسته، منارهٔ کاشیکاری و مخزن کتابخانه. شاهکاری از معماری و کاشیکاری مشهور به هفت‌کاسه (طاق معلق) در آن به یادگار مانده است، و از لحاظ کاشی‌های مصور خشتی رنگارنگ و نیز حجاری ستون‌های یکپارچه و سنگ‌های ازاره به این بنا برجستگی خاصی داده است

## ویژگی‌های معماری

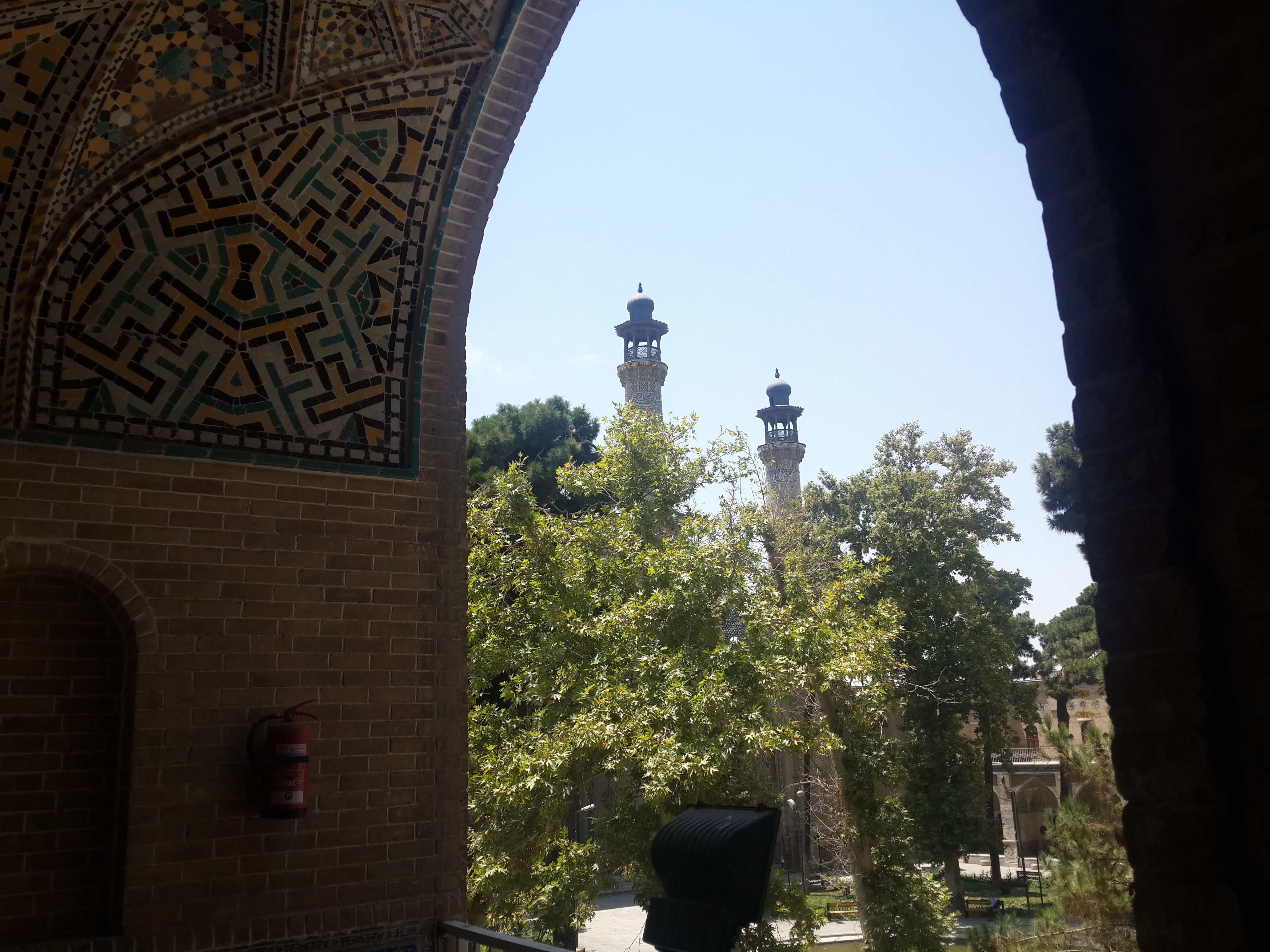
مسجد سپهسالار

### موقعیت بنا
مسجد و مدرسهٔ عالی سپهسالار تقریباً در منطقهٔ مرکزی آن دوران شهر تهران ساخته شده و در زمان ساخت از موقعیت شهری مناسبی برخوردار بوده است. با توجه به محل کاخ گلستان، بازار دروازه شمیران، باغ و عمارت فخرالدوله، کوچهٔ میرزا محمود وزیر، خیابان عین الدوله، کوچهٔ نظامیه و سه راه امین حضور که همگی در اطراف این محل قرار دارند، به این نکته می‌توان پی برد.

### اصول مهندسی
مسجد و مدرسهٔ عالی سپهسالار در استحکام و وسعت فضا و منظرهٔ عالی و ساخت دلگشا اولین و بزرگ‌ترین مسجد و مدرسه عالی پایتخت به‌شمار می‌رود که بر اساس اصول مهندسی و معماری بنا شده و از هر نظر تابع الگوهای معماری سنتی ایرانی است. مهندس و طراح آن اولین مهندس و معمار تحصیلکردهٔ ایرانی به نام میرزا مهدی خان شقاقی(۱۲۹۹۱۲۲۳ه‍. ش؛ تهران) ملقب به ممتحن الدوله است که پس از اتمام تحصیلات خود از فرانسه به ایران بازگشته است. مرحوم سپهسالار در نقشه‌کشی و طرز معماری و وضع ساختمان این بنای بزرگ، شکل بنا و نقشهٔ ابنیهٔ شرقی اسلامی را در نظر داشته و به عقیدهٔ برخی از کارشناسان این بنا از نزدیک‌ترین تلفیق‌ها میان معماری مساجد استانبول است.
ساخت هستهٔ اصلی بنا نزدیک به پنج سال به طول انجامیده و در مدت شش سال، ساخت بنا اتمام یافته که البته خود سپهسالار، دو سال بعد از شروع احداث بنا درگذشت و پس از مرگ وی تکمیل مجموعه توسط برادرش یحیی خان مشیرالدوله صورت گرفته است. در استحکام این بنا، ذکر همین مطلب بس که محوطهٔ بنا بدواً به عمق ۱۷ متر حفر شده و شفته ریزی محکمی صورت گرفته است. معماری این بنا که شاید بتوان به جرأت آنرا آخرین شاهکار معماری ایرانی دانست دارای الگوی چهارایوانی است.

### ویژگی‌های بنا
بنای مسجد و مدرسهٔ عالی در مجموع دارای ۸ منارهٔ بلند می‌باشد که بلندترین آن ۳۷ متر و کوتاه‌ترین آن ۲۵ متر ارتفاع دارد. امتداد نیم استوانه‌ای آنها تا کف حیاط می‌رسد و ابتکاری منحصربه فرد را به نمایش درمی‌آورد. تمامی مناره‌ها از آجر ساخته شده و پوششی با کاشی کاری بسیار زیبا دارند.
ورودی‌های بنا
طبق نقشهٔ بنا، بنا شش ورودی دارد.
- ورودی‌های بخش شمالی (که شامل سه ورودی بوده) به علت احداث کتابخانهٔ مجلس، توسط مهندس سیحون در سال ۱۳۴۲ه‍.ش مسدود و ارتباط این قسمت از بنا با عمارت (باغ) بهارستان قطع شده است.
- ورودی جنوبی که هنگام ساخت بنا، در کوچه‌ای شش متری قرار داشته، سردری ساده دارد که به حیاط دارالشفاء گشوده می‌شود که اکنون این فضا به محلی برای پاسخگویی به سئوالات شرعی و دریافت وجوهات شرعیه تبدیل شده است. زمانی در وسط این حیاط حوضچه وجود داشته است.
- ورودی غربی مسجد و مدرسهٔ عالی که درب اصلی بنا محسوب می‌شود دارای جلوخان و سردر عظیم و درب دو لَتی آهنی با شکوه بزرگی است که در حاشیهٔ خیابان بهارستان (شهید مصطفی خمینی) واقع شده است. این فضا مسئولیت جذب و تقسیم و راهنمایی به فضای اصلی مسجد را بر عهده دارد و ورود و خروج مدرسه عالی نیز از همین فضا صورت می‌گرفته است. ورودی غربی جلوخان متناسب، دید مستقیم به داخل صحن (حیاط مرکزی) ندارد و به واسطهٔ دالان متحدالشکل به داخل صحن مدرسهٔ عالی راه می‌یابد.
- مجموعه بنای مدرسهٔ عالی در قسمت شرقی نیز دری به خارج دارد که از در اصلی سمت غربی کوچکتر است و به در زنانه معروف بوده است. ورودی شرقی دارای جلوخان هشتی خوش‌ترکیب و دالانی (راهرو) طولانی است که به گوشه شمال شرقی صحن مدرسه عالی باز می‌شود. طاقی هفت کاسه در هشتی ورودی شرقی واقع شده و کاسهٔ وسط هفت کاسه دیگر در خود جای داده است که از شاهکارهای میرزا جعفرخان معمار باشی است.

صحن یا حیاط مرکزی بنا
صحن یا حیاط مرکزی بنا، به شکل مربع و با چهار ایوان می‌باشد (ایوان شمالی، ایوان جنوبی، ایوان غربی و ایوان شرقی) که ایده‌آل مسجدسازی ایرانی است. طول ضلع حیاط ۶۲×۶۳ متر و ارتفاع ایوانها حدوداً ۱۸ متر می‌باشد. صحن یا حیاط مرکزی مدرسه عالی دارای چهار باغچهٔ مشجر و چهار پیاده گرد موسع و حوض مدور بزرگی با فواره‌ای در مرکز آن، می‌باشد که آب جاری قنات مهران، اختصاصی مدرسه عالی و عمارت بهارستان (که منزل خود سپهسالار بوده و بعد از مرگش و پس از مشروطیت محل مجلس شورای ملی گردید) در آن روان بوده و طراوت و صفای صحن دلگشای مدرسه عالی را چندین برابر می‌نماید. در قسمت فوق ایوان شمالی دو گلدسته و مأذنه برپا شده که در وسط آن ساعت بزرگ و منحصر به فردی که در سال ۱۸۸۰ میلادی با سه ناقوس در فرانسه ساخته شده نصب گردیده است. این ساعت که درون اتاقکی به ارتفاع ۵ متر، طول ۵/۲ متر و عرض ۵/۱ متر تعبیه شده دارای دو صفحه است که یکی به طرف صحن مدرسه عالی و دیگری به جانب عمارت بهارستان مواجه شده. بدنه اتاقک ساعت، کاشی کاری شده و تزئینات چوب، روی اتاقک مذکور نقش بسته است. استفاده از ساعت به جای مؤذنه، نمونه‌های بسیار دارد، لیکن در این بنا مکمل مجموعه حرکت‌های عمودی است و کاربرد آن بسیار به جا است.
حیاط کناری
بنای مدرسه عالی دارای یک حیاط کناری نیز می‌باشد. این حیاط جزء فضاهای تقسیم شده‌ای هست که در قسمت شمال شرقی بنا واقع شده است و با حیاط مرکزی ترکیبی متناسب دارد و محل سکونت نایب التولیه می‌باشد. این بخش در قسمت شرقی دارای شاه نشینی و تعدادی اتاق در قسمت غربی است و در شمال آن تعدادی اتاق کوچک برای سرویس بهداشتی و آبدارخانه وجود دارد. این قسمت‌ها از الگوی یک بنای مسکونی حیاط مرکزی تبعیت کرده است.
شبستان تابستانی
شبستان تابستانی (گنبدخانه) بزرگ‌ترین و عجیب‌ترین فضای مسجد است. عرض دهانهٔ گنبد آن ۱۵ متر و ارتفاع آن ۳۴ متر است و در مجموع مساحتی نزدیک به ۱۶۰۰ متر مربع را اشغال نموده است. فضای شبستان تابستانی، پشت ایوان بزرگی است (ایوان جنوبی) که فاقد دیوار و در ورودی بوده و به لحاظ ارتفاع زیاد آن، تهویه خوبی در تابستانها به جهت حرکت هوا ایجاد می‌شود. این محل از نظر فضا سازی یکی از کارهای نمونه در زمان خود می‌باشد؛ زیرا گنبد بر چهارپایه استوار است؛ در نتیجه دید بسیار زیادی به شبستان تابستانی می‌دهد. چهار مناره بلندتر بنا در این ایوان و مجاور گنبد شبستان تابستانی قرار دارد. گنبدخانه مسجد و مدرسه عالی سپهسالار تحولی در معماری مسجد به‌شمار می‌رود. چلیپای بزرگی به ابعاد ۴۵متر در ۴۵متر، گنبد اصلی را با دهانه ۱۵متر در مرکز قرار داده است. در قسمت جنوبی، بیننده فضایی بزرگ را بدون هر ستونی تصور می‌کند. سبکی این فضا را حتی جرزهای عظیمی که گنبد روی آن قرار گرفته مخدوش نمی‌سازد. چهار گنبد کاربندی با قاعده مستطیلی، بال‌های چلیپا را پوشش داده‌اند. در نمای بیرونی نیز این چهار گنبد سلسله مراتبی در حرکت به سمت گنبد اصلی با ارتفاع ۲۵متر به وجود می‌آورد. همچنین، چهار منارهٔ بلند با پایه‌هایی که ۲متر آن سنگ است به طرز ظریف و دلپسندی حجاری و جهت استحکام بیشتر بنا در بندهای آنها سرب ریزی شده است و بدنهٔ مناره‌ها با کاشی منقوش گردیده است. در مورد این گنبد خانه به جرأت می‌توان گفت که تکامل فضایی الگوی قدیمی مسجد و مدارس عالی معماری ایران بعد از اسلام محسوب می‌شود. در این گنبدخانه، فضا به حداکثر گشادگی و سیلان خود در الگوی گنبدخانه‌ها می‌رسد و گنبد کیفیت معلق و بی‌وزنی را به دست می‌آورد و از این نظر سبک‌ترین و ظریف‌ترین گنبدخانه‌ایست که ساخته شده است. در مجموع، گنبدخانه مسجد و مدرسهٔ عالی سپهسالار به عنوان یکی از نمونه‌های معماری قاجاری از مصادیق برجسته و نهایی آن از نظر خلاقیت و نوآوری فضایی و تکامل الگوهای قدیمی معماری ایران، شاخص است و به حق مرحلهٔ تکامل معماری قدیم محسوب می‌گردد. این گنبد یک پوشش بوده و قوس آن از نوع خفته با خیز کم می‌باشد.
شبستان زمستانی
شبستان زمستانی نیز پشت ایوان شرقی واقع شده است که دارای ۴۴ ستون سنگی یکپارچه است و بین هر چهار ستون یک سقف گنبدی شکل است که از داخل دارای گچ بری است و در هر سقف یکی از صفات و سمات خداوند حک شده است. در این شبستان محراب عریض با نمای سنگ مرمرین ساخته شده و بالای آن مقرنس و گچ بری شده است. مقرنس‌ها وگچ بری‌های این شبستان که به صورت اسلیمی و کتیبه‌های خطاطی شده است و همهٔ آنها در سال ۱۳۵۰ ه‍.ش توسط استاد حسین لرزاده ساخته شده بسیار زیبا و چشم نواز است. قبل از آن، طاق این شبستان نمائی آجری داشته است. شبستان زمستانی دارای چهار ورودی است یک ورودی از صحن اصلی که برای آقایان بوده و سه ورودی دیگر از قسمت شمالی شبستان و از درون دالان (راهرو) شرقی که یکی از آنها مختص خانمها می‌باشد.
بخش جنوب شرقی مسجد
بخش جنوب شرقی مسجد، پشت به شبستان زمستانی نیز زمانی گرمابه و سرویس‌های بهداشتی مدرسهٔ عالی را در خود جای داده بوده است.
دالان‌ها
دالان‌ها (راهروها) فضای ورودی را به حیاط مرکزی و سایر قسمت‌ها متصل می‌کنند. در این دالان‌ها کاسه گنبدهای کوچک و زیبایی واقع است که با تزئینات آجری ساده از طرفین ایوان غربی به فضای صحن اتصال می‌یابد و وقتی از در شرقی وارد می‌شویم به سمت مغرب، دهلیزی به حیاط اصلی باز می‌شود. داخل بنا در جلوی درب شرقی، محوطه نسبتاً کوچکی شبیه به چهارسوق وجود دارد که در سقف آن یکی از شاهکارهای معماری به نام تاق هفت کاسه یا تاق معلّق قرار دارد.
حجره‌ها
در اطراف صحن حجره‌هایی، دور تا دور بنا را دربر گرفته‌اند. این حجره‌ها در دو طبقه واقع شده‌اند و در مجموع ۶۰ عدد می‌باشند که نسبت به حجره‌های مدارس عالی دیگر بزرگتر و روشن‌تر هستند. در سردر هر یک از حجره‌ها طرحی بدیع و مجزا از یکدیگر مقرنس کاری‌های زیبا تزئین یافته است.
مَدرَس‌ها
مَدرَس‌ها که محل تشکیل درس دانش طلب‌ها محسوب می‌شده‌اند. که دو عدد آن در دو طرف شبستان تابستانی قرار داشته و متصل به آن می‌باشند. مدرس دیگری نیز وجود دارد که از دو مدرس دیگر بزرگتر بوده و در پشت ایوان شمالی قرار دارد. دنبالهٔ ایوان شمالی که گلخانهٔ زمستانی مدرسهٔ عالی بوده از سال ۱۳۱۰ ه‍.ش به تالار سخنرانی، تدریس، وعظ و تبلیغ تبدیل شده است و حالا این تالار، محل دارالقرآن و بسیج مجموعه است.
تالار چهل شیر
یکی دیگر از بخشهای بنا که در دوره‌ای متأخرتر (حدود ۵۰ سال بعد تر) و در کنج شمال غربی بنا ساخته شده، تالار ستون داری به نام چهل شیر می‌باشد که در مرکز آن و در میان ۸ ستون سنگی، حوض سنگی نسبتاً بزرگی وجود دارد که محل وضوخانه بوده است. دور این مخزن، چهل شیر فلزی وجود داشته که بواسطهٔ بودن همین تعداد شیر به چهل شیر معروف گشته است. آب این مخزن از آب قنات تأمین می‌شده است و به روایتی آب انبار مسجد محسوب می‌شده و آب آن به مصرف آشامیدن می‌رسیده است.
کتابخانه
ساختمان کتابخانه نیز در قسمت شمال شرقی مجموعه قرار گرفته است و در نقشهٔ اصلی بوده ولی در ابتدا ساخته نشده و بعد از مدتی(۱۳۱۳ ه‍.ش) توسط «ماکسیم سیرو» معمار فرانسوی، به صورتی هماهنگ با بنای اصلی به مجموعه اضافه گردیده است.
کتیبه
دور تا دور بنا در بالای حجره‌های طبقه همکف، کتیبهٔ مسجد و مدرسه عالی که متن وقف نامهٔ مختصر آن محسوب می‌شود همچون دانه‌های تسبیح قرار دارد.
تراس‌ها
از ویژگی‌های مهم فضای مسجد و مدرسهٔ عالی سپهسالار که در واقع یکی از برجسته‌ترین ابداعات معماری قاجاری نیز به‌شمار می‌رود، وجود مهتابی‌ها (تراس) و بهارخواب‌های وسیع در طبقهٔ فوقانی است. هرچند این فضاها با ظرافت بسیار در مسجد سید اصفهان و مسجد سلطانی سمنان نیز یافت می‌شود، اما در مسجد و مدرسهٔ عالی سپهسالار این فضاها در مقیاسی وسیع‌تر و با پیچیدگی‌هایی بیشتر طراحی شده است؛ چنان‌که به جبههٔ شمالی بنا نیز راه یافته‌اند. این ابتکار طرحی را به وجود آورده که افزون بر القای حس محصور و معین و امن بودن، حرکتی در جهت خلاف محدودیت فضا ایجاد می‌کند. چنین تدبیری در فضاسازی، امکان پیوند میان ناظر و بنا را مختلف نمی‌سازد و در همان حال به پیچیدگی و غنای فضا می‌افزاید. مهتابی (تراس)های داخل صحن باعث سبکی و تناسب فضاهای معماری حیاط مرکزی بنا و در مجموع تناسب کل پلان و در نهایت آسایش استفاده‌کنندگان گردیده است.
قاب‌های خالی
استفاده از قاب‌های خالی برای تکمیل ترکیب بندی مناره‌ها با ایوان اصلی و حل کردن اختلاف ارتفاع چشمگیر ایوان با دیگر قسمت‌های ساختمان، نوآوری دیگری است که در طراحی این بنا به کار گرفته شده است. کارکرد این قاب‌ها در مسجد و مدرسهٔ عالی سپهسالار بسیار بدیع می‌باشد و در بدنهٔ خارجی بنا نیز در نهایت زیبایی به کار رفته است.

### مصالح و تزیینات
در بنای مسجد و مدرسه عالی سپهسالار، آجر، مصالح اصلی بنا را تشکیل می‌دهد و کمتر به شکل تزئینی به کار رفته و زمینه‌ای برای کاشی کاری گردیده است. با این وجود در این بنا طاق‌هایی با آجرکاری پرتنوع در دالان‌ها و ورودی‌ها به چشم می‌خورد.
تزئینات، چون یزدی بندی و مقرنس و کاسه بندی در این بنا به کار رفته و کاشی کاری با کاشی‌های بسیار نفیس در سطحی وسیع مورد استفاده قرار گرفته است.
از انواع مهم کاشی کاری در این بنا، کاشی هفت رنگ مُعَقلی، آجر لعابدار و کاشی معرق می‌باشد که این نوع آخری به صورت اسلیمی، گره و برجسته در بنا بکار رفته است. کاشی کاری‌های مصور خشتی رنگارنگ از مشخصات ممتاز تزئینات این بناست.
سنگ و تزئینات سنگی در این مجموعه جابه‌جا به کار رفته و از این نظر با دیگر ابنیهٔ دوران قاجار تفاوت دارد و به معماری دورهٔ زندیه شباهت می‌یابد. ستون‌های یکپارچه و سنگهای ازارهٔ بنا از لحاظ حجاری قابل توجه است.
تزئینات چوبی نیز چون دیگر تزئینات با استادی شکل گرفته‌اند. درهای حجره‌ها و در اصلی شبستان زمستانی گره چینی معرق دارند.
تزئینات فلزی هم در این بنا به کار رفته است که درب ورودی غربی رو به خیابان، بهترین نمونهٔ تزئینات فلزی مجموعه را دارد. پشت پنجرهٔ حجره‌ها نیز نمونه‌هایی از فرفوژه دیده می‌شود.
رعایت سلسله مراتب ورودی‌ها و کاشی کاری، گچ بری، آئینه کاری، نمایان شدن رنگ زرد، بالا بودن بناها از سطح زمین، پلکان‌ها، سرستون‌ها، ایوان سه دری و پنج دری‌ها، سقف‌های دوردار، پنجره‌های مدور، شیشه‌های رنگی و معماری کارت پستالی از مناظر زیبای این ساختمان هستند.
در مجموع، مسجد و مدرسه عالی سپهسالار دارای کاشی و تزیینات بی‌نظیری است. این تزیینات جلوه‌های زیبایی از هنر اسلامی و ملی کشور ماست که بر عظمت و شکوه بنا می‌افزاید.
این خصوصیات که در معماری بنا به کار گرفته شده و با توجه به جایگاه علمی و معنوی آن از زمان احداث تا کنون و همچنین شخصیت برجستهٔ بانی آن، از مسجد و مدرسهٔ عالی سپهسالار بنایی باشکوه و عظیم ساخته که آنرا در خور توجه و قابل تأمل و احترام می‌نماید و باید گفت که یکی از بناهایی است که به حق از مفاخر فرهنگی و هنری ایران محسوب می‌شود.

## وقف‌نامه
این مسجد و مدرسهٔ عالی دو وقف‌نامه دارد، یکی مختصر و دیگری مفصل. وقف نامهٔ مختصر که در کتیبهٔ صحن مدرسهٔ عالی نوشته شده از قسمت بدنهٔ چپ آن ایوان شروع و به بدنهٔ راست آن ایوان منتهی می‌شود. اما وقف نامهٔ تفصیلی که اصلِ نخستِ خطی آن مسجل و ممهور به مهر اسمی «سپهسالار حسین» است، به صورت کتابچه‌ای مشتمل بر ۷۹ صفحه با خطی خوش و نثری شیوا و کاغذی مرغوب و همان‌طور که ذکر شد در سال ۱۲۹۷ ه‍.ق به دستور حسین خان سپهسالار تنظیم گشته، در کتابخانهٔ خطی مدرسهٔ عالی نگهداری می‌شود. وقفنامهٔ تفصیلی چهار فصل دارد که تبیین اعضاء، تعزیه داری و اطعام و امتحان دانش آموختگان و… فصلهای اول تا چهارم آنرا تشکیل می‌دهند. در صفحهٔ آخر این وقف نامه سجلات و مهر مرحوم واقف همراه با مهرهای علما آمده است.
در این وقف نامه شکل‌گیری یک مدرسهٔ عالی و مسجد و کتابخانه پیش‌بینی شده است. تعداد و نقش متولی، ناظر مطیع، مدرسان و موضوع درس آنان شامل معقول، منقول، ریاضی، مقدمات و ادبیات، همچنین حکیم‌باشی، مستوفی، ضابط موقوفات، کتابدار، خوشنویس، واعظ، قاری، مکبر، مؤذن، چراغچی و دربان و خادم همه به دقت تعیین شده است.

## تولیت مدرسه عالی براساس وقف نامه
براساس وقف نامهٔ مدرسهٔ عالی، امر تولیت مادام الحیاة با خود سپهسالار بوده اما در عین حال وی برای آنکه تا زنده است از گزند درباریان در امان باشد، تولیت را در زمان حیات خود به شاهزاده اعتضادالسلطنه، وزیر علوم واگذار نمود. بعد از سپهسالار، حاکم عصر، متولی آن محسوب می‌شود که به پاس حفظ احترام حاکم، مقرر شده که حاکم عصر هرکه را که صلاح بداند از جانب خود به نیابت تولیت منصوب کند. اما از سال ۱۳۰۹ شمسی نیابت تولیت به وزیران فرهنگ وقت واگذار شد. بعد از تعطیلات شهریور ۱۳۲۰ شمسی امور مدرسهٔ عالی دچار رکود شد تا اینکه در سال ۱۳۲۸ شمسی دانشگاه اسلامی در این مدرسه تشکیل گردید. پس از شکل‌گیری نهادهای آموزش عالی در کشور، این مدرسهٔ عالی به دانشکدهٔ معقول و منقول وابسته به دانشگاه تهران تحول یافت.

## نقش حکومتی مدرسه عالی
دانشگاه شهید مطهری (سپهسالار) امروزه به لحاظ حجمی و عملکردی در ارتباط با مجلس، بخشی از مجموعه ساختمانهای حکومتی مردمی به‌شمار می‌رود؛ چنان‌که این ارتباط درونی از ابتدا نیز در فلسفهٔ شکل‌گیری ساختمان‌ها وجود داشته که بانی همگی آنها مرحوم میرزا حسین خان سپهسالار بوده است. اکثر مراسم مهم مذهبی، حکومتی و فرهنگی در این مسجد و دانشگاه برگزار می‌شود و به این اعتبار می‌توان آن را بنایی یادمانی دانست که در تحولات سیاسی یکصد سال اخیر مطرح و تأثیرگذار بوده است.
مدرسه عالی شهید مطهری تا امروز به‌عنوان یک دانشگاه اسلامی به فعالیت خود ادامه داد و تا به امروز به عنوان مدرسه عالی و دانشگاه شهید مطهری فعالیت خود را گسترش داده است.

## تولیت

### رؤسا (تولیت)

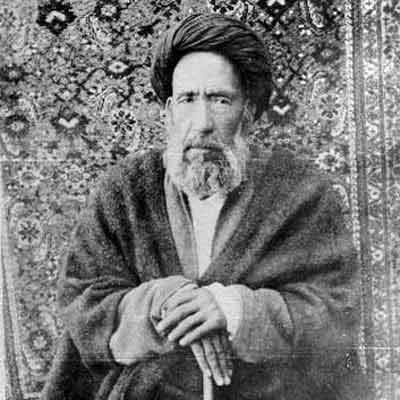
سید حسن مدرس تولیت دو دوره مدرسه عالی

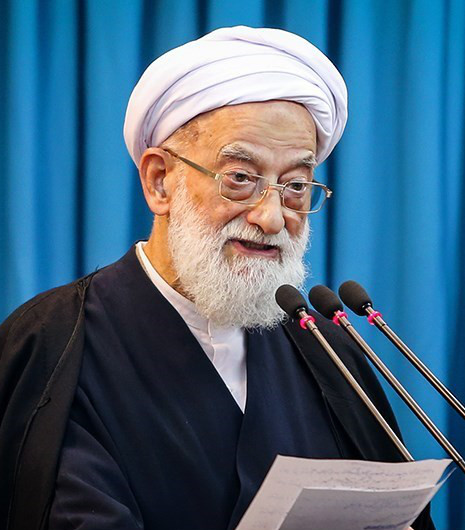
محمد امامی کاشانی تولیت مدرسه عالی شهید مطهری از ابتدای انقلاب اسلامی تا پایان عمر

بر اساس وقف نامه، امر تولیت مادام الحیاة با خود میرزا حسین‌خان سپهسالار بوده اما در عین حال وی برای آنکه تا زنده است از گزند درباریان در امان باشد، تولیت را در زمان حیات خود به شاهزاده اعتضادالسلطنه، وزیر علوم واگذار نمود. بعد از سپهسالار، حاکم عصر، متولی آن محسوب می‌شود که به پاس حفظ احترام حاکم، مقرر شده که حاکم عصر هرکه را که صلاح بداند از جانب خود به نیابت تولیت منصوب کند. اما از سال ۱۳۰۹ خورشیدی نیابت تولیت به وزیران فرهنگ وقت واگذار شد. بعد از تعطیلات شهریور ۱۳۲۰ امور مدرسهٔ عالی دچار رکود شد تا اینکه در سال ۱۳۲۸ دانشگاه اسلامی در این مدرسه تشکیل گردید. پس از شکل‌گیری نهادهای آموزش عالی در کشور، این مدرسهٔ عالی به دانشکدهٔ معقول و منقول وابسته به دانشگاه تهران تحول یافت.
بعد از درگذشت میرزا حسین خان سپهسالار، افراد زیر به ترتیب نیابت تولیت یا سرپرستی مسجد و مدرسه سپهسالار را یافتند:
- میرزا یحیی خان مشیر الدوله، برادر سپهسالار، تا سال ۱۳۰۹ (قمری) متصدی کارفرما بود.
- غلامعلی امین همایون، نخستین کسی که از طرف ناصرالدین شاه به نیابت تولیت معین شد. از ۱۳۰۹ تا ۱۳۱۳ (قمری)
- میرزا ابوالفضل تهرانی از ۱۳۱۳ تا ۱۳۱۶ (قمری)
- موثق الملک سید علی بن حسین لواسانی، وزیر صندوقخانه، ۱۳۴۶ (قمری)
- میرزا کاظم تبریزی، از علمای تبریز و داماد مظفرالدین شاه، از ۱۳۱۶ تا ۱۳۲۴ (قمری)
- سید جواد ظهیرالاسلام، از ۱۳۲۴ تا ۱۳۲۷ (قمری)
- صدر الدوله، از ۱۳۲۷ تا ۱۳۲۹ (قمری)
- عبدالحسین ظهیر همایون، پسر صدر الدوله، ۱۳۲۹ (قمری)
- مشیر اکرم، فرزند میرزا موسی وزیر، رجب و شعبان ۱۳۲۹ (قمری)
- عبدالعلی نجم الدوله، از ۱۳۲۹ تا ۱۳۳۰ (قمری)
- سید حسن مدرس، از ۱۳۳۰ تا ۱۳۳۲ (قمری)
- موثق الملک لواسانی (برای بار دوم)، ۱۳۳۲ (قمری)
- سید جواد ظهیرالاسلام (برای بار دوم)، از ۱۳۳۲ تا ۱۳۳۴ (قمری)
- آقا میر محمد (محسن) صدر العلماء، پسر سید محمد باقر، از ۱۳۳۵ تا ۱۳۶۶ (قمری)
- لطفعلی خان قوام السلطنه، ۳ ماه از ۱۳۳۶ (قمری)
- سلیمان خان عضدالملک، از ۱۳۳۶ تا ۱۳۳۷ (قمری)
- قوام السلطنه (برای بار دوم)، از ۱۳۳۸ تا ۱۳۳۹ (قمری)
- موثق الدوله، ۱۳۳۹ (قمری)
- حاج شیخ محمد معروف به ابن الشیخ، از ۱۳۳۹ تا ۱۳۴۰ (قمری)
- موثق الملک (برای بار سوم)، ۱۳۴۲ (قمری)
- سید جواد ظهیرالاسلام (برای بار سوم)، از ۱۳۴۲ تا ۱۳۴۴ (قمری)
- سید حسن مدرس (برای بار دوم)، از ۱۳۴۴ تا ۱۳۴۷ (قمری)
- صادق مستشارالدوله، از ۱۳۴۷ تا ۱۳۴۹ (قمری)
- از سال ۱۳۴۹ (قمری) مطابق با بهمن ۱۳۰۹، تا شهریور ۱۳۲۲، دو وزیر فرهنگ وقت، نایب التولیه بوده‌اند. علی اصغر حکمت اولین آنان بود که در شهریور ۱۳۱۲، تولیت مدرسهٔ عالی را بر عهده گرفت و در پنجم شهریور ۱۳۲۲، محسن صدر، وزیر دادگستری به نیابت تولیت مدرسهٔ عالی منصوب شد.
- سید جواد ظهیرالاسلام (برای بار چهارم)، از ۱۳۲۵ تا ۱۳۲۹ (خورشیدی).
- سیدالعراقین، ۱۳۲۹ تا ۱۳۳۰ (خورشیدی).
- مسعود کیهان، از ۱۳۳۰ تا ۱۳۳۴ (خورشیدی).
- سید جواد ظهیرالاسلام (برای بار پنجم)، از ۱۳۳۴ تا ۱۳۴۰ (خورشیدی).
- محمدعلی علامه وحیدی، از ۱۳۴۴ تا ۱۳۵۷ (خورشیدی).
- پس از پیروزی انقلاب اسلامی با حکم سید روح‌الله خمینی در ۱۲ دی ۱۳۶۱، محمد امامی کاشانی به تولیت مسجد و مدرسه عالی سپهسالار منصوب شد. در دوره تولیت وی، مدرسهٔ عالی سپهسالار به عنوان یک دانشگاه علوم اسلامی به مدرسهٔ عالی شهید مطهری تغییر نام داد و در نهایت با تصویب شورای عالی انقلاب فرهنگی در ۲۴ فروردین ۱۳۸۹، مدرسه عالی و دانشگاه شهید مطهری نامیده شد. محمد امامی کاشانی تا ۱۲ اسفند ۱۴۰۲، تولیت مدرسه عالی را برعهده داشت.
- در تاریخ ۲۶ فروردین ۱۴۰۳ سید علی خامنه‌ای، عبدالعلی توجّهی را به تولیت مدرسه عالی و مسجد شهید مطهری منصوب کرد.[۵]

## افراد

### استادان مدعو
- غلامحسین ابراهیمی دینانی
- سید مصطفی محقق داماد
- غلامرضا اعوانی
- احمد بهشتی
- منوچهر صدوقی سها
- رضا داوری اردکانی
- محمد سعیدی مهر
- مهدی قوام صفری
- رضا برنجکار

### دانش‌آموختگان شاخص
از فارغ‌التحصیلان شاخص این مجموعه می‌توان از افراد زیر نام برد:
- سید مهدی خاموشی
- سید ابراهیم رئیسی
- محمدجواد حاج‌علی‌اکبری
- محمدرضا زائری
- امید وهابی املشی
- مهدی جلالی